# 蘇克雷市 (梅里達州)
蘇克雷市（西班牙語：Municipio Sucre），是委內瑞拉的一個市，位於該國西部梅里達州，首府設於拉古尼亞斯，面積980平方公里，2013年人口62,594，人口密度每平方公里63.87人。

## 历史
该市是委内瑞拉为纪念委内瑞拉独立英雄安东尼奥·何塞·德·苏克雷 （Antonio José de Sucre） 而命名的几个城市之一。